# Тужа (приток Оки)
Тужа — река в России, протекает в Вачском районе Нижегородской области. Устье реки находится в 134 км по правому берегу реки Ока. Длина реки составляет 18 км, площадь водосборного бассейна 46 км².
Исток реки расположен восточнее села Яковцево. Река течёт на северо-восток, протекает деревни Высоково, Щедрино, Застава, Бобынино, Поляна, Соловьёво.
В Щедрино, принимает справа реку Ариновку. За несколько километров до устья принимает справа реку Юнду. Впадает в боковую старицу Оки Соловьёвский затон. Ширина реки перед устьем — 7 метров. Высота устья — около 68,7 м над уровнем моря.

## Данные водного реестра
По данным государственного водного реестра России относится к Окскому бассейновому округу, водохозяйственный участок реки — Ока от города Муром до города Горбатов, без рек Клязьма и Тёша, речной подбассейн реки — бассейны притоков Оки от Мокши до впадения в Волгу. Речной бассейн реки — Ока.
Код объекта в государственном водном реестре — 09010301212110000031070.